# Vint-i-quatrena de cort
La Vint-i-quatrena de cort era una comissió de vint-i-quatre ciutadans elegida pel Consell de Cent barceloní per a assessorar els síndics i representants del braç reial a les Corts Catalanes. La componien vuit ciutadans, sis mercaders, cinc artistes i cinc menestrals. Sovint significava un fre a l'arbitrarietat reial tot fent valer els privilegis de viles i ciutats.